# Órgão de Diamantina
Órgão de Diamantina ou Órgão Histórico Almeida e Silva / Lobo de Mesquita - o instrumento, pertencente à Venerável Ordem Terceira de Nossa Senhora do Carmo de Diamantina, cidade Patrimônio Mundial segundo a UNESCO, foi integralmente construído no antigo Arraial do Tejuco entre 1782 e 1787 pelo padre Manoel de Almeida e Silva, em resposta às demandas de uma sociedade culta, sensível em dotar o culto divino de um de seus mais prestigiosos ornamentos: o órgão. Segundo instrumento erigido no seio da Igreja do Carmo do antigo arraial, atual cidade de Diamantina, o mesmo esteve sob as ordens do eminente compositor José Joaquim Emerico Lobo de Mesquita (Serro, 1746? - Rio de Janeiro, 1805), desde a sua conclusão até 1794. É bastante provável que o grande músico do Serro tenha influenciado diretamente a concepção do instrumento, único órgão remanescente utilizado por Lobo de Mesquita, cujo nome tornou-se indissociável à sua própria história.

## Projeto de Restauro
Respondendo aos anseios da comunidade diamantinense e, em particular, da Venerável Ordem Terceira de Nossa Senhora do Carmo, o projeto de restauro do órgão histórico Almeida e Silva / Lobo de Mesquita veio cumular várias tentativas anteriores de restauração do instrumento. Sob a proponência da Mitra Arquidiocesana de Diamantina, ao abrigo da Lei Rouanet - Federal de Incentivo à Cultura, o projeto contou com o apoio do IPHAN – Instituto do Patrimônio Histórico e Artístico Nacional, tendo sido integralmente financiado com fundos do BNDES – Banco Nacional de Desenvolvimento Econômico e Social. A gestão executiva do mesmo correu a cargo da empresa Lira Cultura. O restauro da caixa do instrumento foi realizado pela empresa mineira Anima – Conservação e Restauro, ao passo que a restauração da parte instrumental do órgão foi executada pelo Ateliê de Organaria Hermanos Desmottes (ESP).

## Restauro do órgão histórico Almeida e Silva / Lobo de Mesquita
O restauro da parte instrumental do órgão histórico Almeida e Silva / Lobo de Mesquita realizou-se em três etapas. Na primeira, concluída em novembro de 2008, a equipe técnica, sob direção do mestre organeiro Frédéric Desmottes, desmontou o instrumento, cujo material histórico foi minuciosamente inventariado e acondicionado em caixas confeccionadas expressamente para tal fim pelo Grupo Oficina de Restauro, sob a direção da restauradora Rosângela Costa. Tal intervenção, ademais de contribuir a uma melhor preservação do material histórico do instrumento, permitiu o restauro em profundidade da caixa do mesmo, realizado pelos restauradores da empresa Anima – Conservação e Restauro.
A segunda etapa foi realizada a partir de uma visita de estudos da equipe técnica à Diamantina, coordenada por Marco Brescia e dirigida pelo mestre organeiro Frédéric Desmottes. A mesma se pautou pela identificação de todas as inscrições originais de Almeida e Silva presentes no material histórico do órgão, o que permitiu uma reconstituição fidedigna do plano sonoro original do instrumento, que conserva cerca de 90% de seu material original. Tal intervenção possibilitou, ainda, a reconstrução no Ateliê de Organaria Hermanos Desmottes na Espanha de todos os elementos em substituição ao material irrecuperável ou incorporado ao instrumento em intervenções posteriores, realizadas em 1877, 1904 e 1941, em desacordo com a estética original do órgão e comprometendo, em certa medida, o seu pleno funcionamento. Todo o material confeccionado nessa etapa foi exportado ao Brasil para a sua devida incorporação ao material histórico do instrumento.
A terceira e última etapa do projeto consistiu no restauro in situ de todo o material histórico original do órgão, realizado na Casa de Chica da Silva, cedida pelo IPHAN - 13.a Regional / Diamantina, para montagem do ateliê provisório no Brasil. A pré-reinauguração e apresentação do instrumento à comunidade ocorreu nos dias 20, 21 e 22 de dezembro de 2013. A inauguração oficial, com benção solene seguida de concerto teve lugar no dia 29 de março de 2014, quando o órgão Almeida e Silva / Lobo de Mesquita, esse bem cultural de valor inestimável no contexto do patrimônio organeiro brasileiro e ibero-americano, foi devolvido plenamente em funções e de volta a seu estado original à sua principal depositária: a coletividade diamantinense, cujo imaginário, nas quase sete décadas em que esteve completamente emudecido, nunca deixou de povoar.
Informações mais detalhadas acerca do restauro do órgão histórico Almeida e Silva / Lobo de Mesquita podem ser consultadas no Relatório final acerca do restauro do órgão de Diamantina.

## Festival Internacional de Música Antiga de Diamantina
A programação do I Festival Internacional de Música Antiga de Diamantina, realizado entre os dias 20 de fevereiro e 1 de março de 2015, teve no órgão histórico Almeida e Silva / Lobo de Mesquita o seu elo articulador, o que é sintetizado na epígrafe que revela a unidade conceitual do mesmo: “Patrimônio Imaterial / Patrimônio Material: um diálogo necessário”. No que respeita à música, coube a primazia à obra de Lobo de Mesquita, que tem no órgão do Carmo o único instrumento remanescente sobre o qual foi originalmente composta e executada. A a música de Joaquim José Emerico foi assim revisitada em seu contexto luso-brasileiro, ibero-americano e ítalo-ibérico, ampliando os horizontes de percepção da obra de uma das figuras de proa da Música Colonial Ibero-Americana, através do fomento ao diálogo com as principais escolas do pensamento e da práxis musical que a envolveram e/ou secundaram.

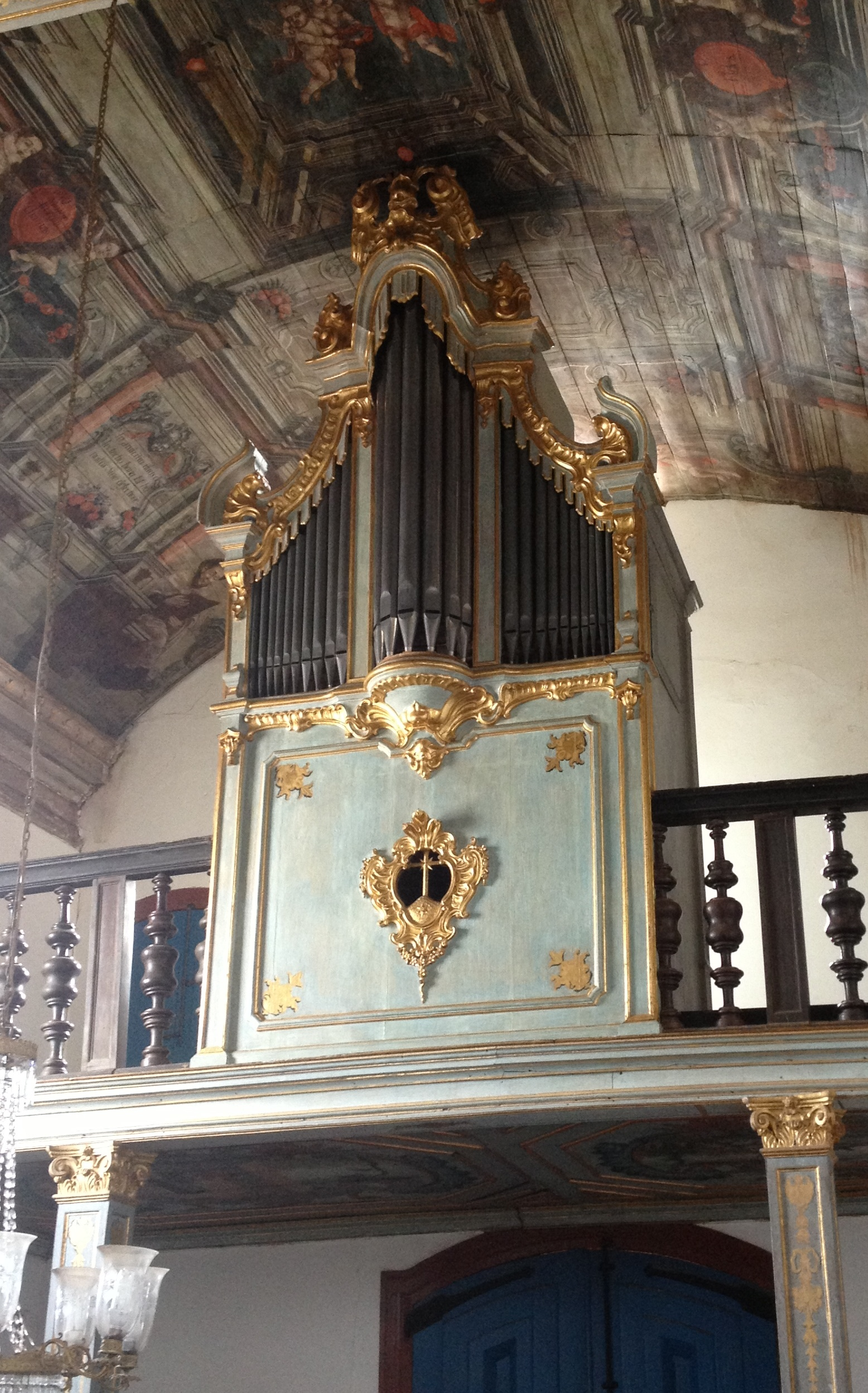
Órgão histórico Almeida e Silva / Lobo de Mesquita (1787) da Venerável
Ordem Terceira de Nossa Senhora do Carmo, Diamantina, Minas Gerais, Brasil

Além dos concertos, abriu-se igualmente um espaço de discussão integrado por especialistas em contato próximo e direto com o público, no qual foram suscitadas e discutidas problemáticas inerentes à interface dialética entre os patrimônios imaterial e material, bem como às políticas de salvaguarda, revitalização e uso dos órgãos históricos brasileiros, perspectiva na qual Diamantina vem consolidando um notável e válido modelo desde a recente conclusão do restauro do órgão de Almeida e Silva em dezembro de 2013, reinserido plenamente na vida religiosa e cultural da cidade após quase sete décadas de emudecimento. As escolas de Diamantina contaram igualmente com atividades teatrais especialmente dedicadas ao público mais jovem, futuro depositário do riquíssimo patrimônio imaterial/material da cidade. E por fim, foi a própria coletividade diamantinense quem assumiu o discurso, produzindo em seu seio um cortejo conformado por manifestações ancestrais do legado cultural afro-brasileiro, para além do evento de encerramento do festival, um concerto de sinos, tradição imemorial da cidade, que repercutiu por toda a sua legendária paisagem urbana, celebrando o seu legado histórico, artístico e, sobretudo, humano.

## Concertos e Cursos junto ao órgão histórico Almeida e Silva / Lobo de Mesquita de Diamantina
Para além do uso litúrgico do instrumento, a partir de abril de 2015 passou a ter lugar uma série de concertos ao órgão histórico da Igreja do Carmo, idealizada e regida pelo organista diamantinense Evandro Archanjo, em parceria com a Ordem 3ª do Carmo e a Minhas Gerais Turismo. As informações podem ser encontradas no site www.minhasgerais.com.br  juntamente com a oferta dos cursos e concertos didáticos, realizados periodicamente.
Diamantina